# Barbora Mudrová
Barbora Mudrová (* 21. září 1990 Praha) je česká herečka. Od dětství tančila a hrála v divadelních souborech. Z gymnázia přešla na Pražskou konzervatoř, kde vystudovala herectví. Má sestru – dvojče Alenu, která je také herečkou.

## Role

### Filmy
- Interande, 2012, režie Víťa Procházka
- Sedmero krkavců, 2015, režie Alice Nellis
- Taxi 121, 2016, režie Dan Pánek
- Absence blízkosti, 2017, režie Josef Tuka

### Televizní filmy
- Nevlastní bratr, 2006, režie Petr Slavík
- Ztracený princ, 2008, režie Václav Křístek
- Setkání v Praze s vraždou, 2008, režie Jitka Němcová
- Malá smrt, 2009, režie Claiborne Michael McDonald
- Vodník a Karolínka, 2010
- Erbarmen mit den Liebenden, 2011, režie Garegin Vanisian

### Seriály
- Borgia, režie Oliver Hirschbiegel, 2011
- Obchoďák, režie Petr Slavík, 2012
- Cesty domů, režie Petr Adamec, 2013
- Cirkus Bukowsky, režie Jan Pachl, 2014
- Škoda lásky, režie Jan Pachl, 2015
- Ulice, Alena „Ája“ Holoubková